# 北海道旅客鉄道労働組合
北海道旅客鉄道労働組合（ほっかいどうりょきゃくてつどうろうどうくみあい）は、北海道旅客鉄道（JR北海道）の労働組合。略称は「JR北海道労組(北鉄労)」。全日本鉄道労働組合総連合会（JR総連）に加盟している。

## 概要
2018年2月時点で社員の8割に当たる5530人を組織する最大労組である。国鉄分割民営化の際、分割民営化に協力した鉄道労働組合（鉄労）・国鉄動力車労働組合（動労）などの北海道内の組織が合併して結成された。結成当初の略称は「北鉄労」であったが、1989年に現在の略称に変更している。また、報道によっては「道労組」という略称が用いられるケースもある。
日本警察はJR北海道労組について、上部組織であるJR総連や、JR東日本の最大労組「東日本旅客鉄道労働組合」（JR東労組）と同様に革マル派が「影響力を行使し得る立場に相当浸透している（2018年2月23日政府答弁書）」とみなしている。

## 活動
JR北海道とは協力関係にあり、JR北海道労組は会社の諸施策に基本的には協力し（ただし、後述のアルコール検査拒否や、三六協定違反問題などで会社側と激しく対立したこともある）、またJR北海道も、会社幹部がJR北海道労組主催の行事等に参加するなどしている。
他のJR関係の労働組合と異なりJR北海道労組はホームページを開設しておらず、SNS上での情報発信も行っていないため、活動や組織構成には不明な点がある。なお、時折同じJR総連に所属するJR東労組のホームページ上に、JR北海道労組名義の声明文や活動情報が掲載されることがある。
社会貢献活動として、「大沼ふるさとの森づくり」（大沼周辺での植樹）及び「旅のプレゼント」（首都圏の障害者を北海道旅行へ招待し、組合員がボランティアで案内や介助を行う取り組み）を行っている。

## 問題
先述した革マル派の浸透以外にも、深刻な労使癒着と経営への介入、「平和共存否定」に代表される他労組への極めて戦闘的・非協力的な姿勢、非民主的な組合運営と改革派の相次ぐ死亡、アルコール検査の拒否などJR北海道労組を巡っては、スト権ストに代表される激しい労働運動が起き、職場規律が崩壊していたとされる国鉄時代末期ですら考えられなかったような問題が多数起きており、国会でもたびたび取り上げられる事態となっている。これらの問題が、2010年以降JR北海道で相次いだ一連の事故や不祥事の原因の一つではないかと推測する向きもある。実際、2017年2月に読売新聞のインタビューに応じた菅義偉内閣官房長官（当時）は、「北海道では過去に色んな事故が起きた。ああいう組合を持っているのはJR北海道だけでしょ」と発言し、JR北海道労組を巡る問題が一連の事故や不祥事の原因の一つであるとする認識を示している。

### 深刻な労使癒着と経営への介入
JR北海道における人事や人選、施策にはJR北海道労組の意向が強く反映され、JR北海道労組の同意なしには人事権や経営権を行使することは難しい状態であるとされる。このためJR北海道では1989年以降たびたび、JR北海道労組にとって都合の悪い社員（他労組の組合員や、自労組内の改革派など）に対するあからさまな差別・報復人事が行われているほか、他労組との労働協約締結を会社側が拒否するなどの事態が起き、労働委員会や裁判所によって不当労働行為と認定されたものも少なくない。また、735系導入をめぐる社内対立に介入し、経営会議で決定された方針を事実上覆したこともある。
このほかにも、団体交渉において本来会社側の窓口となるべき総務部ではなく、運輸部や車両部など、実務に直接かかわる「主管部」に直接要求を突き付ける、会社と一体になって他労組（特にJR北労組）からの引きはがし工作を展開するなどの事例がみられた。このような労使癒着の深刻さは、JR北海道労組に浸透しているとされる革マル派にすら批判されるほどである。
JR北海道労組とJR北海道の間に深刻な労使癒着が生じた要因としては、発足当初から経営問題を抱える中（北海道旅客鉄道#経営問題も参照）、経営安定化のための合理化施策を推進するために最大労組であるJR北海道労組の協力が不可欠だった会社側と、「平和共存否定」の方針に基づき他労組の存在を認めないJR北海道労組の利害が一致したこと及び、国鉄時代のような労使・労労対立を避けようとする会社側の意向をJR北海道労組が利用したことが挙げられている。

### 「平和共存否定」による他労組との対立
1998年ごろからJR北海道労組は、「平和共存否定」と称して他労組への攻撃的姿勢を強めると共に、組合員に対し他の組合に所属する社員との交流を固く禁じる指導をするようになった。JR北海道労組は会社と関係ない私的な場面においても他労組組合員との交流を禁じており、組合員の結婚式に介入して他労組組合員の出席を断念させたり、組合の垣根を超えた親睦会に対しボイコットなどの実力行使で解散に追い込んだりと、なりふり構わぬ介入を繰り返している。このためJR北海道社内では、組合が違えば挨拶すらできないという異常な規律がまかり通っており、2010年以降JR北海道で相次いだ一連の事故・不祥事の原因になった可能性が指摘されている。
実際、2013年にJR北労組などが「安全確保のための4労組（JR北海道労組・JR北労組・国労北海道・建交労北海道）共同行動」を呼び掛けたが、JR北海道労組はこれを拒否したうえ、JR北労組側の行動を「組織破壊行為」と糾弾する事態が起きている。

### アルコール検査拒否
JR北海道では2008年11月にアルコール検査を導入したが、JR他社が全乗務員に対し検査を義務付けていたにもかかわらず、JR北海道のみ検査を任意としていた。この背景には、札幌車掌所の若手組合員らを発端としたJR北海道労組による激しい抵抗があったとされ、釧路運輸車両所ではJR北海道労組に所属する車掌のほぼ全員がアルコール検査を拒否する事態に発展した。その理由は「検査を受ける、受けないは個人の自由」、「前日に酒を飲んでいなければ検査の必要はない」などという極めて自分勝手なものであり、保安監査に入った国土交通省鉄道局が異例の強い表現で批判したものの、結局2013年11月までアルコール検査の義務化が遅れる結果となった。

### 非民主的な組合運営
深刻な労使癒着や、結婚式問題に代表される「平和共存否定」の方針に基づく私生活への干渉などにより、組合に不満を持つ組合員に対し、集団で恫喝する、無視する、会社に圧力をかけて本人の望まない職場に転勤させるなどして排除する行為が横行しているとされるほか、労働条件の改善より政治活動が優先され、国会議員の後援会に無理やり加入させる、カンパを強要するなどの事例も報告されている。また、JR北海道の給与はJR他社に比べて低く、財政破綻により給与水準の抑制が続く夕張市職員の給与をも下回るとして国が問題視しているなか、JR北海道労組は基本給×2％(上限6200円)＋1000円を組合費として毎月徴収しており、組合費が高額過ぎるという指摘がある。

### 改革派の連続死
2007年にJR北海道の社長に就任した中島尚俊は、先述した深刻な労使癒着を改めるべく、のちに社長に就任する島田修専務（肩書はいずれも当時）と共に労政改革に乗り出し、JR北海道労組の影響力を一定程度そぐことに成功した。ところが、2011年5月27日に発生した石勝線特急列車脱線火災事故を受けて国土交通省から事業改善命令が発出され、その対応に追われるさなかの同年7月1日、JR北海道労組は労政改革への不満を理由に労使交渉を決裂させ、その1週間後の7月8日に札幌中央労働基準監督署による調査でJR北海道本社の「計画部門」（直接列車の運転に関わらない部門）での三六協定違反が発覚した。これを口実にJR北海道労組は会社側、特に労政改革を主導してきた中島・島田両氏への激しい攻撃を始めた。時を同じくして会社側では、JR北海道労組との関係が深かった幹部らがJR北海道労組に協力して労政改革をとん挫させようとする動きが生じ、労政改革を事実上白紙に戻す内容の合意文書を会社とJR北海道労組で取り交わした。労使双方から激しい攻撃を受ける形となった中島は憔悴し自殺に追い込まれたほか、島田は子会社に転出させられた。
2018年1月には、JR北海道労組を批判して内部改革を訴えていた男性社員が釧路港の埠頭で遺体として打ち上げられているのが発見された。この社員はJR北海道労組中央本部青年部の事務長などを務め、労組内で次世代を担う優秀な人物と評価されていた。この社員が2013年10月、組合の中で「今はまさに会社存亡の危機。こういうときこそ組合の垣根を取り払って（他労組とも）話し合いをすべき」と発言し、労組の内部改革を訴えた。しかし、JR北海道労組内部でこの発言が「平和共存否定」の方針に反するとして問題視され、当時就いていたJR北海道労組札幌地方本部札幌運転所分会の書記長の地位を剥奪される。その後もこの社員を慕う若手組合員らと密かに「勉強会」を開き、労組の内部改革を進めるべく動いていたが、2016年にこの「勉強会」の存在がJR北海道労組側に露見。JR北海道労組は、この社員を「組織破壊行為に及んだ」と批判し、同年6月の定期大会で、この社員への「制裁」の可否を検討する「統制委員会」を設置。1年間の「調査・審議」を経て「組織破壊者」と断定し、2017年6月の定期大会にて「満場一致」で「除名」処分を下し、組合から永久追放していた。その後、会社側はこの社員を畑違いの部署に左遷した。

## 革マル派との関係
先述した通り、警察はJR北海道労組について、上部組織であるJR総連などと同様、革マル派が「影響力を行使し得る立場に相当浸透している（2018年2月23日政府答弁書）」とみなしており、「革マル派とJR北海道労組の関係について鋭意解明に努めている（2013年11月22日衆議院国土交通委員会での警察庁官房審議官答弁）」とし、JR北海道労組に対する監視を強めているとされている。また警察とは別に公安調査庁も、革マル派について2013年の「内外情勢の回顧と展望」において、「JR北海道労組などが加盟するJR総連を始めとした基幹産業労組の組合員取り込みに力を注いだ」とし、JR北海道労組を含むJR総連加盟単組と、革マル派との関係を調査している。